# Рейтё, Габор
Га́бор Ре́йтё (венг. Rejtő Gábor; 23 января 1916, Будапешт — 26 июня 1987, Лос-Анджелес) — венгерско-американский виолончелист.
Окончил Будапештскую музыкальную академию, где учился у Адольфа Шиффера. Во второй половине 1930-х гг. два года прожил в Испании, учась у Пабло Казальса. В 1939 году уехал в США, где преподавал в различных музыкальных учебных заведениях; с 1954 года профессор Университета Южной Калифорнии.
Наиболее заметные страницы в творческой биографии Рейтё — исключительно насыщенные и имевшие большой успех новозеландские гастроли 1952 года вместе с пианисткой Ялтой Менухин и участие (со дня основания в 1944 году) в Альма-трио.